# Forêt de Chaux
Forêt de Chaux este o arie protejată (arie de protecție specială avifaunistică — SPA) din Franța întinsă pe o suprafață de 22.128 ha, integral pe uscat.

## Localizare
Centrul sitului Forêt de Chaux este situat la coordonatele 47°05′14″N 5°40′05″E / 47.08722°N 5.66806°E.

## Înființare
Situl Forêt de Chaux a fost declarat arie de protecție specială avifaunistică în baza directivei 79/409 din 1979 referitoare la conservarea păsărilor sălbatice pentru a proteja 27 de specii de animale.

## Biodiversitate
Situată în ecoregiunea continentală, aria protejată nu include niciun habitat protejat.
La baza desemnării sitului se află mai multe specii protejate de  păsări (27): vultur pescar (Pandion haliaetus), muscar-gulerat (Ficedula albicollis), erete vânăt (Circus cyaneus), caprimulg (Caprimulgus europaeus), barză albă (Ciconia ciconia), erete de stuf (Circus aeruginosus), cocoșul de mesteacăn (Bonasa bonasia), ciocănitoare neagră (Dryocopus martius), pescăruș albastru (Alcedo atthis), barză neagră (Ciconia nigra), ciocârlie de pădure (Lullula arborea), erete de stuf (Circus aeruginosus), barză neagră (Ciconia nigra), ciocănitoare verzuie (Picus canus), ciocănitoarea de stejar (Dendrocopos medius), viespar (Pernis apivorus), sfrâncioc roșiatic (Lanius collurio), gaia neagră (Milvus migrans), gaia roșie (Milvus milvus), ciocănitoarea de stejar (Dendrocopos medius), erete cenușiu (Circus pygargus), viespar (Pernis apivorus), buhai de baltă (Botaurus stellaris), șoim călător (Falco peregrinus), acvilă pitică (Hieraaetus pennatus), șoim călător (Falco peregrinus)
Pe lângă speciile protejate, pe teritoriul sitului au mai fost identificate 19 specii de plante, 11 specii de păsări, 10 specii de amfibieni, 5 specii de mamifere, 1 specie de nevertebrate, 3 specii de pești, 7 specii de reptile.